# جو جيمس (لاعب كرة قدم)
جو جيمس (بالإنجليزية: Joe James)‏ (13 يناير 1910 في المملكة المتحدة - 1993) هو لاعب كرة قدم بريطاني (وحمل سابقاً جنسية المملكة المتحدة لبريطانيا العظمى وأيرلندا) في مركز قلب الدفاع. لعب مع كولتشستر يونايتد ونادي برينتفورد.